# Hermann von François
Herman von François (ur. 31 stycznia 1856 w Luksemburgu, zm. 15 maja 1933 w Berlinie) – niemiecki generał piechoty (General der Infanterie – odpowiednik generała broni).

## Życiorys
Pochodził z rodziny hugenotów francuskich, która w wyniku zniesienia przez Ludwika XIV edyktu nantejskiego, nie chcąc wyrzec się swojego wyznania, została zmuszona do emigracji i znalazła schronienie w Prusach.
Dowodził 13 Dywizją w Münster, a od 1913 1 Korpusem Armijnym (KA) w Królewcu, na którym to stanowisku zastąpił Aleksandra von Klucka. Dowodzony korpus w składzie 8 Armii jako jeden z pierwszych na froncie wschodnim rozpoczął działania wojenne. Generał François praktycznie przejął bezpośrednie dowodzenie na pierwszej rubieży w Prusach Wschodnich, jakkolwiek dowództwo 8 Armii na czele z Maxem von Prittwitzem und Gaffronem nie zezwoliło mu na atak na koncentrujące się siły rosyjskie. Koncentrując się na wysuniętej pozycji, wykazał de facto niesubordynację, gdyż Prittwitz zalecał mu osłonę linii rzeki Węgorapy. Realizując pozornie rozkazy Prittwitza, François pozostawił na „właściwym” miejscu swój sztab, na czele z pułkownikiem Schmidtem. 4(17) sierpnia jednostki 1 Armii Rosyjskiej starły się z jednostkami 1 KA w wyniku czego korpus został zmuszony do wycofania się. 7(20) sierpnia początkowo korpus miał powodzenie w walkach, ale w czasie kontrataku doszło do ucieczki żołnierzy z pola walki. Po objęciu dowództwa przez Hindenburga i Ludendorffa korpus François został transportami kolejowymi przerzucony na skrajne prawe skrzydło armii niemieckiej w okolice Działdowa. W bitwie pod Tannenbergiem odegrał jedną z głównych ról w operacji zakończonej klęską 2 Armii Rosyjskiej, wyprowadzając uderzenie spod Działdowa, które zamknęło wojska rosyjskie w okrążeniu.
Uczestniczył w okrążeniu i likwidacji 13 i 15 rosyjskich Korpusów Armijnych. Od 8 października do 7 listopada dowodził 8 Armią, która była w okresie przekazywania jednostek do 9 Armii. Następnie dowodził korpusami armijnymi i grupami wojsk na różnych frontach. Było to efektem jego dużej samodzielności, często za dużej, bo lekceważącej polecenia przełożonych. Wyróżniał się tym nawet w armii Cesarstwa Niemieckiego, gdzie kładziono duży nacisk na samodzielność i inicjatywę dowódców wojskowych. Choć, jak twierdzi Dennis Showalter, generał wyprzedzał swoją epokę, to za swe „nieprzystosowywanie się” zapłacił zahamowaniem kariery wojskowej na szczeblu dowódcy korpusu armijnego. Nazwisko generała weszło do historii wojen i wojska w związku z operacjami w Prusach Wschodnich, chociaż w całej wojnie odniósł wiele sukcesów.
Po wojnie odszedł w stan spoczynku.